# Halden TG
| TG ist das Kürzel für den Kanton Thurgau in der Schweiz. Es wird verwendet, um Verwechslungen mit anderen Einträgen des Namens Halden zu vermeiden. |

Halden ist ehemalige Ortsgemeinde und eine Ortschaft der Gemeinde Bischofszell im Bezirk Weinfelden des Kantons Thurgau in der Schweiz.
Halden bildete von 1806 bis 1995 eine Ortsgemeinde der Munizipalgemeinde Neukirch an der Thur. Seit dem 1. Januar 1996 ist Halden ein Teil der politischen Gemeinde Bischofszell.

## Geographie
Halden liegt nordwestlich von Bischofszell am linken Steilufer der Thur.
Die Dorfstrasse war in Richtung Süden die direkteste Verbindung nach Bischofszell. Die auf historischen Karten schon 1884 existierende Strasse verlief durch einen Rutschungshang an der Thur; nach einer Hangrutschung 1999 wurde sie ab 2001 gesichert. Weitere geplante Arbeiten ab 2015 zogen sich in die Länge, stattdessen musste die Strasse 2016 aufgrund neuer Rutschungen gesperrt werden. Gegen weitere Rutschungen hätte die Thur verbaut werden müssen, was der Kanton rechtlich nicht gestützt sah. Eine Sanierung wurde 2024 in einer Volksabstimmung abgelehnt.

## Geschichte

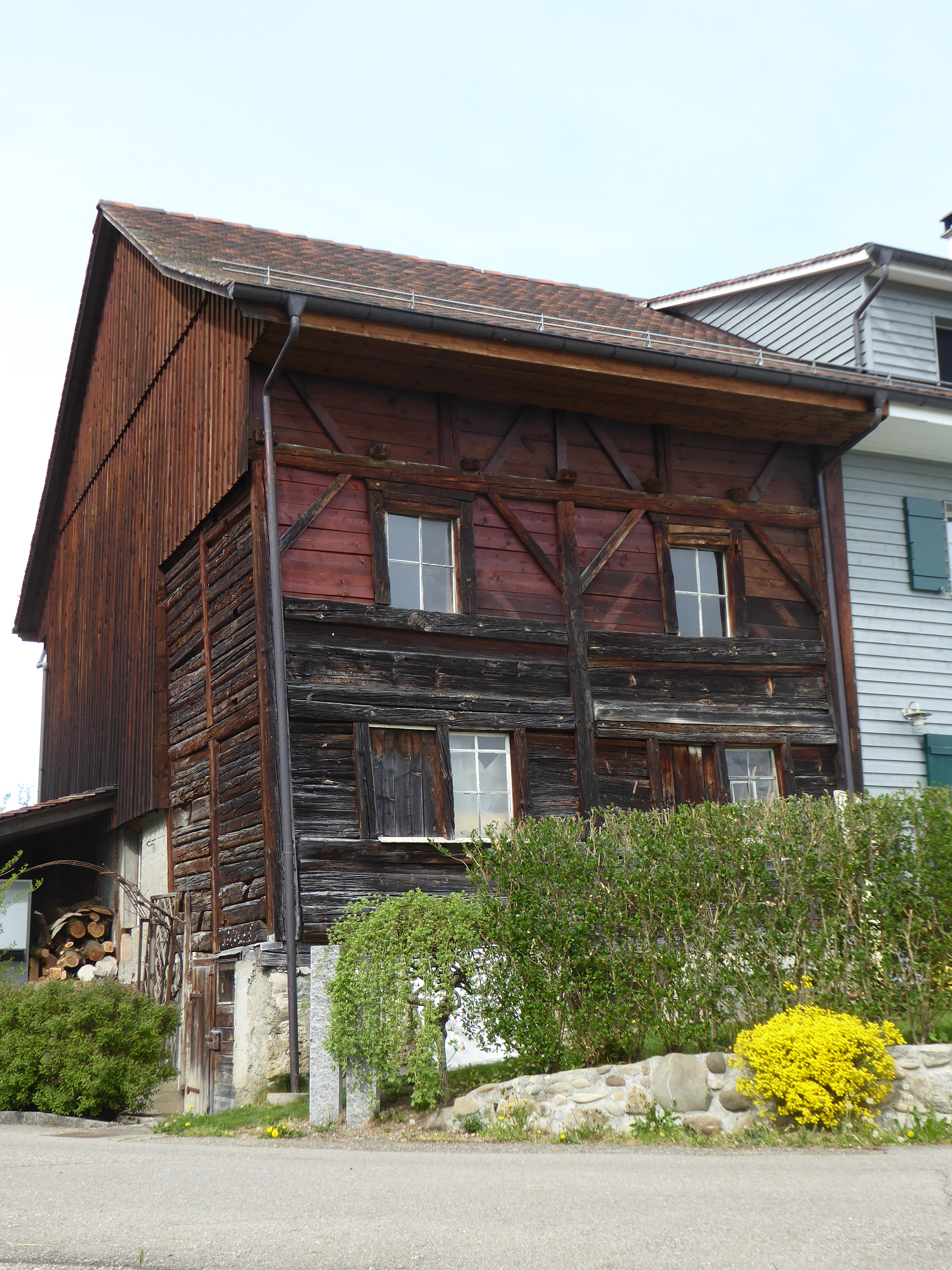
Altes Bauernhaus (ehemalige Schule) an der Oberhaldenstrasse

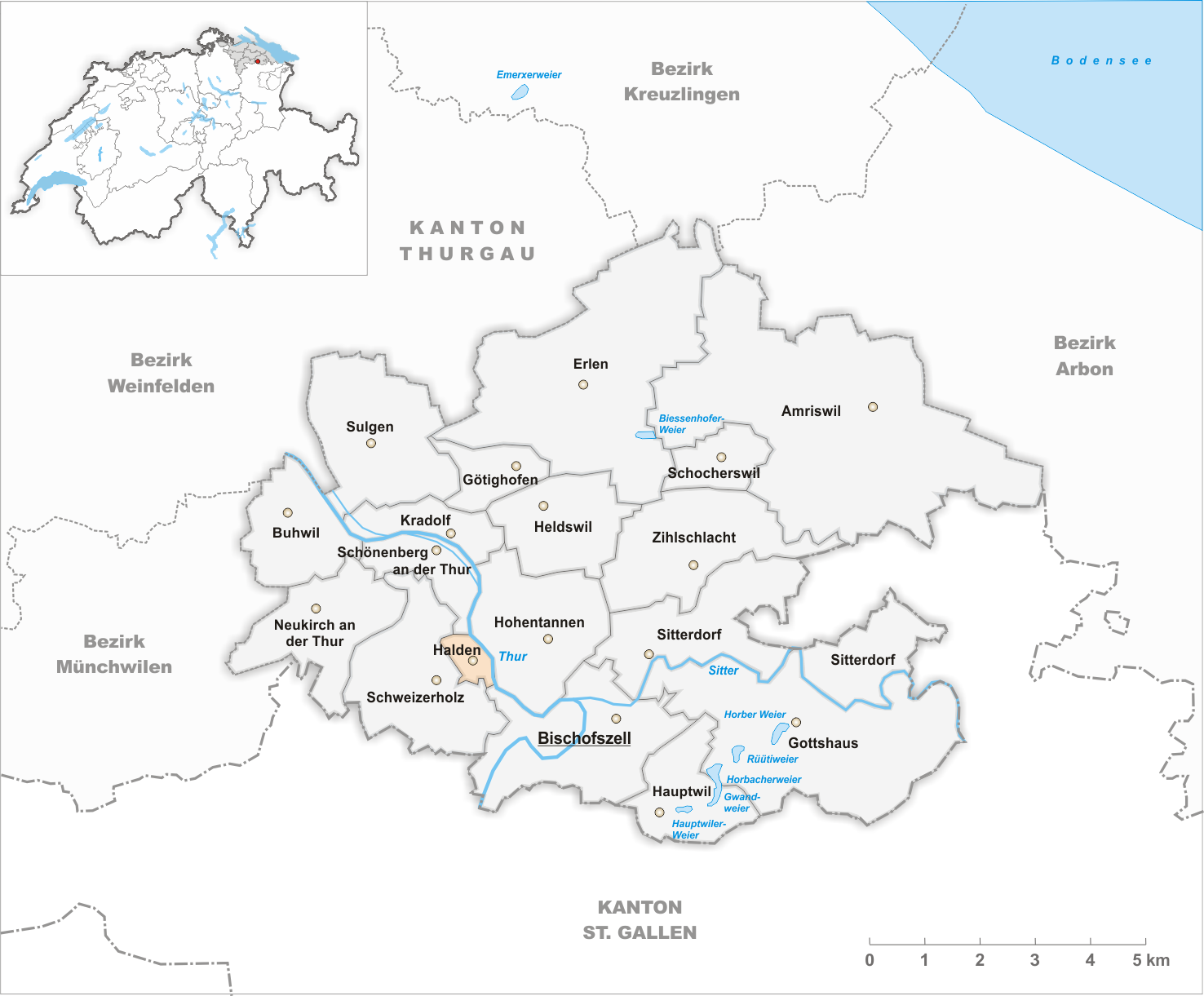
Gemeindestand vor der Fusion im Jahr 1996

Vor 1798 gehörte das Dorf zum Schönenberger Amt des Bischofs von Konstanz und wurde von der Obervogtei Bischofszell verwaltet. Halden war stets Teil der Pfarrei Bischofszell. Nach der Auflösung der alten Ordnung 1798 lebten in Halden viele Heimatlose. Mit der einfacheren Möglichkeit zur Einbürgerung 1806 und 1811 liessen sich weitere Heimatlose in Halden nieder. 1839 bis 1907 stand Halden unter direkter Staatsverwaltung, weil es als «ökonomisch und sittlich verkommen» betrachtet wurde.
Im 19. Jahrhundert wurde Ackerbau betrieben, ausserdem siedelten sich eine Weberei und Kleingewerbler wie Korbflechter, Kesselflicker und Besenbinder an. Ende des 19. Jahrhunderts erfolgte der Übergang zur Vieh- und Milchwirtschaft, ausserdem wurde vermehrt Obstbau betrieben. Ab dem frühen 20. Jahrhundert fand die Bevölkerung Arbeit in den Industrien von Schönenberg und Bischofszell. Mit dem Bau mehrerer Einfamilienhäuser hat sich Halden nach 1980 zur ländlichen Wohnsiedlung entwickelt.

## Bevölkerung
| Jahr         | 1850 | 1900 | 1950 | 1990 | 2000  | 2010  | 2018  | 2023   |
| Ortsgemeinde | 142  | 138  | 204  | 269  |       |       |       |        |
| Ortschaft    |      |      |      |      | 260   | 249   | 240   | 257    |
| Quelle       |      |      |      |      | [ 8 ] | [ 9 ] | [ 2 ] | [ 10 ] |

Von den insgesamt 257 Einwohnern der Ortschaft Halden am 31. Dezember 2023 waren 32 bzw. 12,5 % ausländische Staatsbürger. 93 (36,2 %) waren römisch-katholisch und 69 (26,8 %) evangelisch-reformiert.

## Sehenswürdigkeiten
Das Bauernhaus an der Oberhaldenstrasse 30 ist in der Liste der Kulturgüter in Bischofszell aufgeführt.